# Long Way Off
Long Way Off è un singolo del musicista britannico Sam Fender, pubblicato il 13 ottobre 2021.

## Vinile
Il singolo è stato distribuito in vinile; il vinile include, come side b, il brano Alright.

## Tracce
1. Long Way Off – 3:49
2. Alright – 4:27